# Elbaite

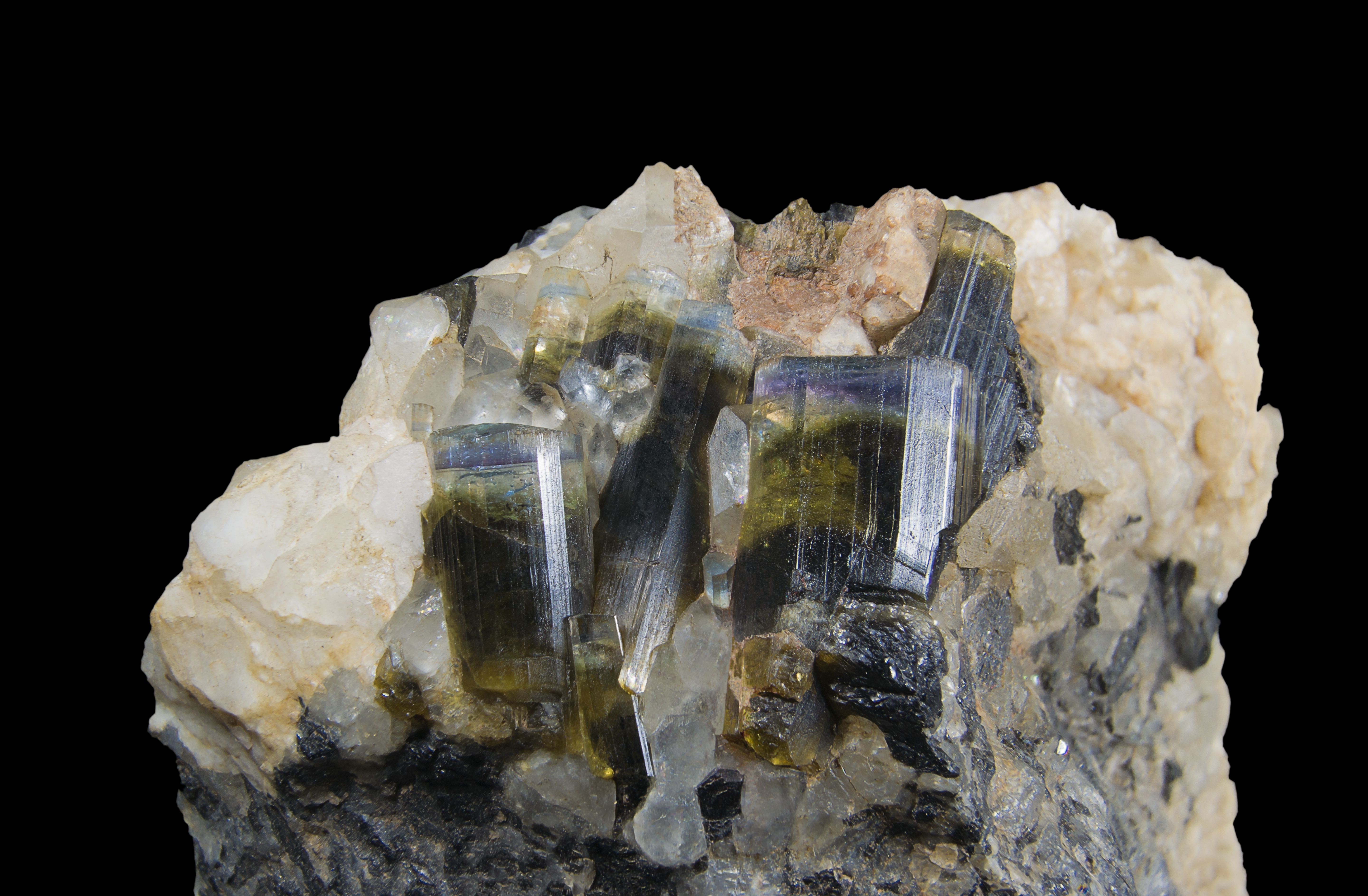
Elbaite - Isola d'Elba - topotype deposito della specie

L'elbaite è un minerale del gruppo delle tormaline.
Il minerale prende il nome dall'isola d'Elba.

## Abito cristallino
Prismatico, striato.

## Origine e giacitura
Pegmatiti granitiche caratterizzate da una sostituzione idrotermale, ma anche nelle pegmatiti ove si trova associata a vari minerali tra cui berillo, lepidolite, quarzo, feldspato, topazio e spessartina.

## Forme in cui si presenta in natura
In cristalli aventi forme di prismi sottili.

### Varietà
- Acroite, il nome significa senza colore[4][5], il peso specifico è sotto i 3 g/cm³[5].
- Celleriite, così chiamata per onorare Luigi Celleri a cui è intitolato il Museo Mineralogico dell'isola d'Elba[6].
- Cromo tormalina, varietà verde scuro, tonalità causata da impurità di cromo[4].
- Indicolite, varietà blu dell'elbaite[4].
- Siberite, è una sottospecie della rubellite, con tinte miste al violaceo, i giacimenti e le pietre simili sono gli stessi per la rubellite[7].
- Rubellite, varietà porpora, (quasi rossa) dell'elbaite[4].
- Tormalina capo blu, la parte più alta dei cristalli è blu scuro mentre il resto dei cristalli è rosa o rosso[4].
- Tormalina cocomero, il nome è dovuto alla colorazione, verde fuori e rosso dentro, proprio come un cocomero[4].
- Tormalina fungo, con una escrescenza botrioidale che fa sembrare il cristallo un fungo[4].
- Tormalina Paraiba, prende il nome dalla omonima localita in Brasile, il colore di questa varietà è blu-neon, caratterizzato dalla presenza di impurezze di rame[4].
- Tormalina testa di moro, dai colori chiari e dalla sommità scura[4]. Varietà ben nota all'isola d'Elba[4].
- Verdelite, varietà verde dell'elbaite[4].

## Proprietà chimico fisiche
- Peso molecolare: 916,68 grammomolecole[1]
- Densità di elettroni:2,93 g/cm³[1]
- Indici quantici[1]:
  - fermioni: 0,01
  - bosoni: 0,99
- Indici di fotoelettricità[1]:
  - PE:1.38 barn/elettrone
  - ρ:4.03 barn/cm³
- Indice di radioattività: GRapi:0 (Il minerale non è radioattivo)[1]
- Il minerale è fortemente piezoelettrico e piroelettrico[3].
- Indici di rifrazione[3]:
  - ω: 1.640-1.655
  - ε: 1,616-1,620

## Località di ritrovamento
- In Europa[3]: Rozna in Moravia (Repubblica Ceca); Mursinka negli Urali;
  - In Italia[4]: a San Piero in Campo, nei dintorni di Sant'Ilario in Campo (Isola d'Elba);
- In America[3]: nella penisola della California (Messico);
  - In Brasile[4]: ad Aracuai, Narra do Salinas, Conselheiro Pena, Governador Valadares, Itabacuri, Ouro Preto, Sao José do Safira, Taquaral e Virgem da Lapa (Minas Gerais), la varietà tormalina Paraiba si trova nella minera di Sao José de Batalha (Paraíba);
  - Negli Stati Uniti[4]: varie miniere nei dintorni di San Diego e di Mesa Grande (California); nel New England; varie miniere nel Maine; in una cava nel Connecticut;
- In Asia[4]: in varie miniere nella provincia di Kunar (Afghanistan); nelle montagne settentrionali del Pakistan; a Mogok (Myanmar); a Transvaukalia (Siberia);
- In Africa[4]: nella provincia di Antananarivo (Madagascar); nel distretto di Karibib (Namibia); nella provincia di Zambezia (Mozambico); nel Pateu Jos (Nigeria);
- In Australia[3]: nell'isola Kangaroo.